# Bahnstrecke Pompey–Nomeny
| Ziegelwerk in Jeandelaincourt, dem vorletzten Ort vor Streckenende; im Vordergrund die Gleistrasse |                      |                                       |                                       |
| Streckennummer (SNCF): | 096 000              |                                       |                                       |
| Kursbuchstrecke (SNCF): | 12 7                 |                                       |                                       |
| Streckenlänge: | 22 km                |                                       |                                       |
| Spurweite: | 1435 mm (Normalspur) |                                       |                                       |
| Maximale Neigung: | 15 ‰                 |                                       |                                       |
| |                      |                                       |                                       |
| \| \| \| Bahnstrecke Frouard–Novéant von Nancy \| \| \| \| 344,8 0,0 \| Pompey \| 196m \| \| \| 0,8 \| Bahnstrecke Frouard–Novéant nach Metz \| Bahnstrecke Frouard–Novéant nach Metz \| \| \| 1,1 \| Canal de l’Est \| (70m) \| \| \| \| Streckenende \| \| \| \| \| \| \| \| \| 2,0 \| Mosel und Autoroute A31 (entfernt) \| (220 m) \| \| \| \| \| \| \| \| 2,3 \| Custines \| 198 m \| \| \| 3,7 \| Malleloy \| 212 m \| \| \| 6,3 \| Faulx \| 238 m \| \| \| 9,3 \| Montenoy \| 270 m \| \| \| 12,0 \| Leyr \| 250 m \| \| \| 12,3 \| Limite de déclassement \| Limite de déclassement \| \| \| 13,8 \| Moivrons \| 235 m \| \| \| 16,0 \| Anschlussgleis zum Ziegelwerk \| Anschlussgleis zum Ziegelwerk \| \| \| 16,1 \| Jeandelaincourt \| 229 m \| \| \| 21,9 \| Nomeny \| 185 m \| \| \| 22,058 \| Streckenende \| Streckenende \| |                      |                                       |                                       |
| Strecke |                      | Bahnstrecke Frouard–Novéant von Nancy | Bahnstrecke Frouard–Novéant von Nancy |
| Bahnhof | 344,8 0,0            | Pompey                                | 196m                                  |
| Abzweig geradeaus und nach links | 0,8                  | Bahnstrecke Frouard–Novéant nach Metz | Bahnstrecke Frouard–Novéant nach Metz |
| Brücke über Wasserlauf | 1,1                  | Canal de l’Est                        | (70m)                                 |
| |                      | Streckenende                          |                                       |
| |                      |                                       |                                       |
| Brücke über Wasserlauf (Strecke außer Betrieb) | 2,0                  | Mosel und Autoroute A31 (entfernt)    | (220 m)                               |
| |                      |                                       |                                       |
| Bahnhof (Strecke außer Betrieb) | 2,3                  | Custines                              | 198 m                                 |
| Haltepunkt / Haltestelle (Strecke außer Betrieb) | 3,7                  | Malleloy                              | 212 m                                 |
| Bahnhof (Strecke außer Betrieb) | 6,3                  | Faulx                                 | 238 m                                 |
| Haltepunkt / Haltestelle (Strecke außer Betrieb) | 9,3                  | Montenoy                              | 270 m                                 |
| Bahnhof (Strecke außer Betrieb) | 12,0                 | Leyr                                  | 250 m                                 |
| Strecke (außer Betrieb) | 12,3                 | Limite de déclassement                | Limite de déclassement                |
| Bahnhof (Strecke außer Betrieb) | 13,8                 | Moivrons                              | 235 m                                 |
| Abzweig geradeaus und von links (Strecke außer Betrieb) | 16,0                 | Anschlussgleis zum Ziegelwerk         | Anschlussgleis zum Ziegelwerk         |
| Haltepunkt / Haltestelle (Strecke außer Betrieb) | 16,1                 | Jeandelaincourt                       | 229 m                                 |
| Bahnhof (Strecke außer Betrieb) | 21,9                 | Nomeny                                | 185 m                                 |
| | 22,058               | Streckenende                          | Streckenende                          |

Die Bahnstrecke Pompey–Nomeny ist eine eingleisige, ehemalige Stichstrecke im Département Meurthe-et-Moselle in Frankreich. Sie zweigte in Pompey von der Bahnstrecke Frouard–Novéant entlang der Mosel ab und verlief in nordöstliche Richtung bis zum letzten Ort Nomeny, der noch auf dem Terrain von Meurthe-et-Moselle liegt.
Erste Überlegungen für einen Streckenbau, um die wenige Hundert Einwohner große Ortschaft Nomeny mit dem Schienennetz zu verbinden, stammen aus dem Jahre 1864. Diese Bahnstrecke sollte helfen, zusammen mit anderen Strecken, wie beispielsweise zwischen Nancy und Mirecourt oder zwischen Champigneulles und Château-Salins, die Region wirtschaftlich zu beleben. Der Betreiber war bis zur Verstaatlichung 1938 die Chemin de Fer de l’Est, bis 1997 die SNCF, heute verwaltet SNCF Réseau die Liegenschaften.

## Geschichte

Historische und aktuelle Grenzen: Der Endbahnhof in Nomeny lag am Teilstück der gemeinsamen Grenze, die sowohl der ehem. Deutsch-Französischen als auch der aktuellen Grenze zwischen Moselle und Meurthe entspricht.

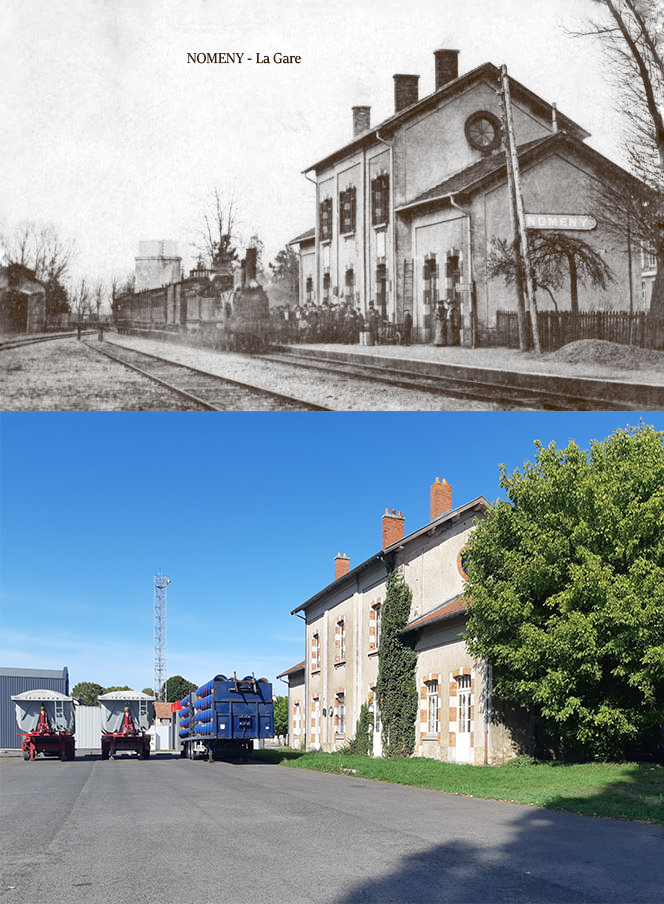
Bahnhof in Nomeny, ca. 1894 und 2019. Blickrichtung: Streckenende.

Am 23. September 1882 war Streckeneröffnung. Die geplante, etwa acht Kilometer lange Verlängerung bis Secourt an der Bahnstrecke Metz–Château-Salins konnte wegen der neuen Grenze nach dem Deutsch-Französischen Krieg nicht mehr vorgenommen werden. Die projektierte Trasse wurde von Secourt aus mit einem etwa dreieinhalb Kilometer langen Schienenstrang bis zum Munitionsdepot Ressaincourt belegt. Im August 1914 erlitt die Strecke durch Kampfhandlungen schwere Zerstörungen. Bis zur Beschießung der Moselbrücke bei Pompey 1940 fand aber sowohl Güter- als auch Personenverkehr statt. Die wichtigsten Kunden waren die Ziegelei in Jeandelaincourt sowie zwei weitere Massengutversender in Custines und Faulx.
Nach dem Krieg wurde die Brücke wieder aufgebaut, aber ab 1982 nicht mehr fahrplanmäßig befahren und 1985 offiziell stillgelegt. Trotzdem fand bis zum 10. November 2003 auf dem Abschnitt Nomeny–Leyr noch eingeschränkt Verkehr statt. Auch das Produktionsende bei der Ziegelfabrik Jeandelaincourt 1969 durch einen Großbrand dürfte zur Schließung der Strecke beigetragen haben. Die Moselbrücke wurde beseitigt und an gleicher Stelle durch eine Straßenbrücke ersetzt.